# Conjunt del barri de Gallicant
El conjunt del barri de Gallicant és una obra de la Garriga (Vallès Oriental) protegida com a Bé Cultural d'Interès Local.

## Descripció
El barri de Gallicant està situat sobre el riu Congost, està format per un conjunt de cases agrupades entorn de dos carrers paral·lels entre si i perpendiculars a l'antic traçat de la N-152. Aquest petit nucli té unes característiques comuns a gairebé tots els edificis com és la utilització de la pedra vermellosa del Figaró en molts dels seus elements arquitectònics i els còdols de riu. Són cases de planta baixa i una planta pis o dues amb teulada a dues vessants de teula àrab. El veïnat, consta de dos carrers. Al carrer del Davant hi ha l'antiga casa Canal, que consta de carener perpendicular a la façana i dos pisos, amb coberta de dues aigües i teula àrab. La façana està reformada i se li han afegit dues finestres en el segon pis que li fan perdre la tipologia. Dins l'ametlla hi ha la data i la llegenda següent: IHS/CANAL/1686?.?

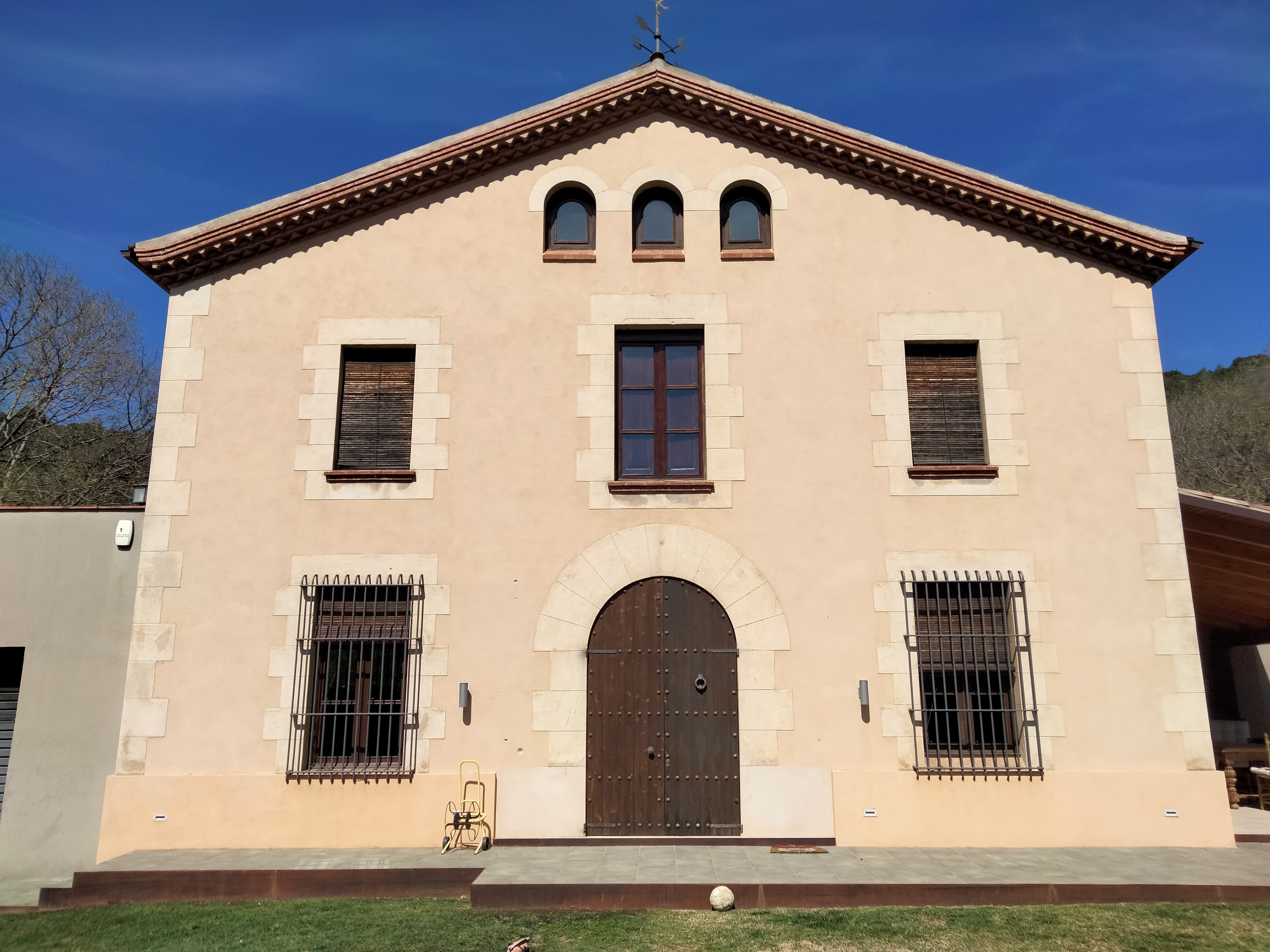
Can Canal

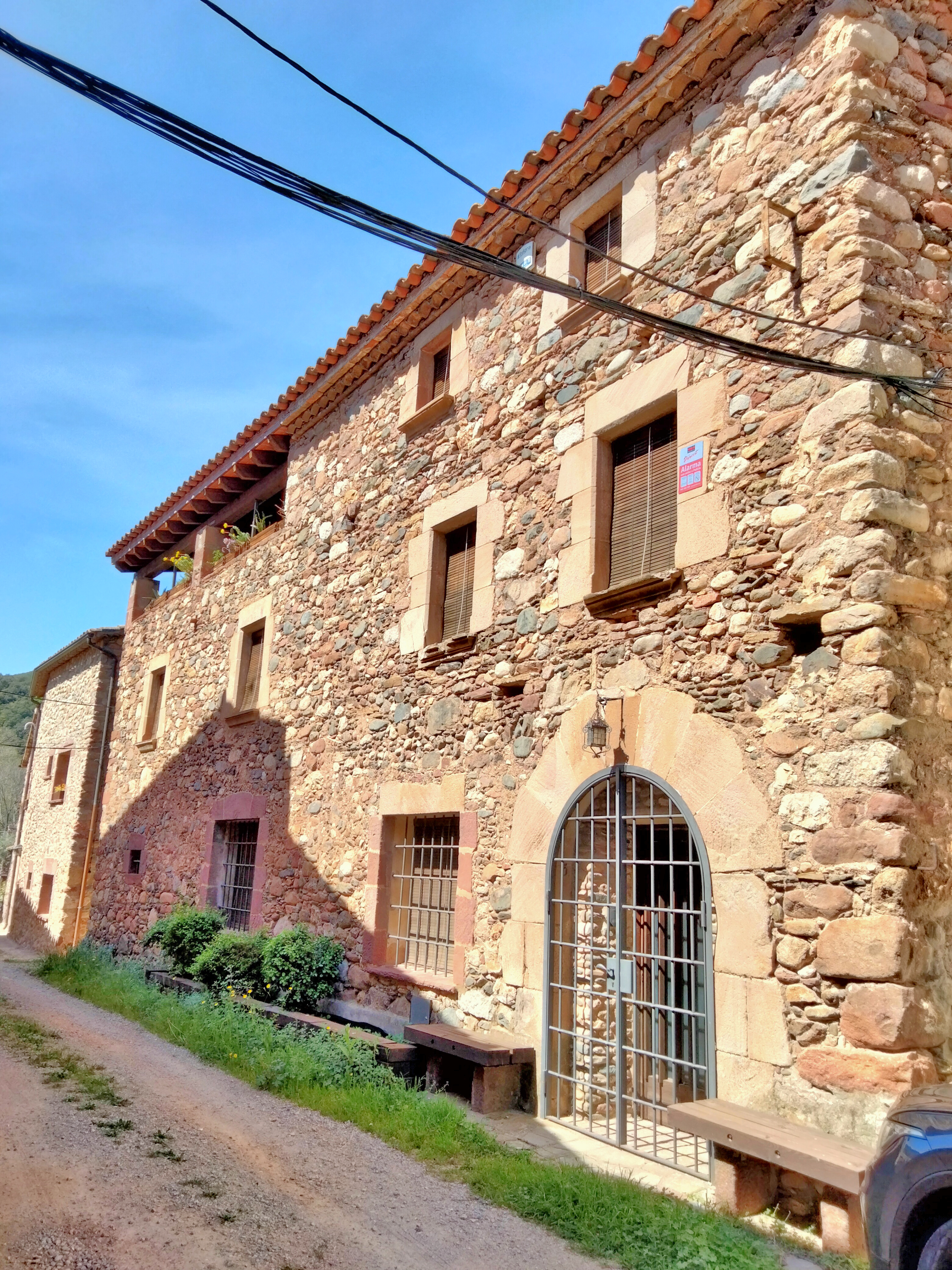
Can Codina

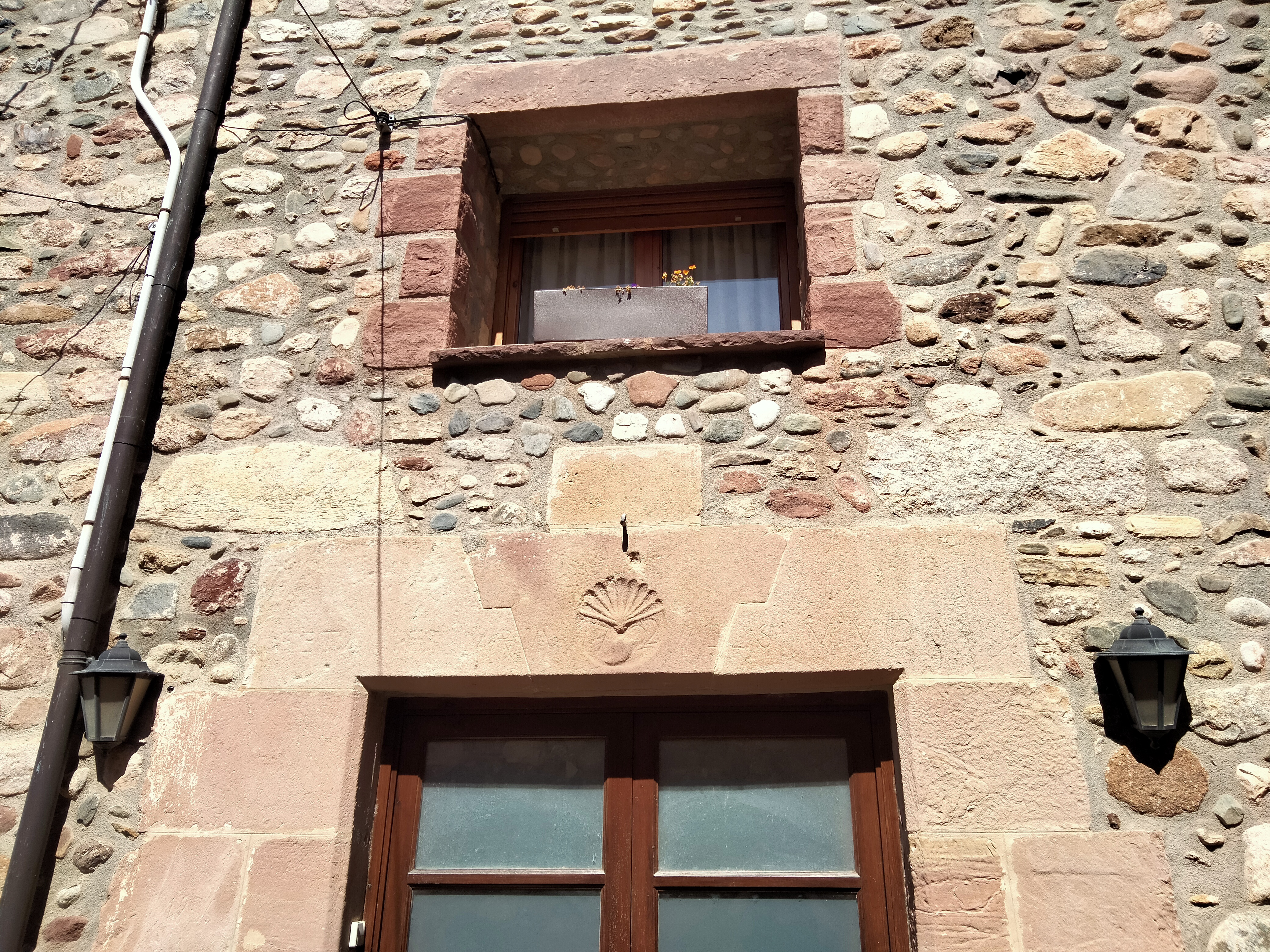
Llinda de Can Juncà

Can Codina, antiga Can Padrós, la més significativa de totes les construccions del conjunt, és una casa de tres façanes al vent. La façana principal dona al carrer del Darrere i la que mira al sud a un estret carreró que condueix al riu, la tercera és un pati tancat. És de carener paral·lel a la façana. La coberta és d'un sol aiguavés, de planta baixa, pis i golfes i una galeria oberta a dos vents en la cantonada del carreró. La porta principal és d'arc de mig punt. Les finestres són de llinda plana sense decorar i ampit motllurat. A una de les finestres del primer pis hi ha la data de 1726. A la façana del carreró hi ha una porta d'arc de mig punt amb la data 1818
En el número 6 del carrer del darrere hi ha can Juncà, actualment dividit en dues finques. La façana d'una casa està alineada al carrer i l'altra dona a un gran jardí. Can Juncà havia estat antigament can Valls. Es tracta d'una casa de carener paral·lel a la façana de planta baixa i pis. Amb coberta a un aiguavés de teula àrab i ràfec un xic voladís. A la porta principal que és de llinda plana hi ha gravada la inscripció: FETA PER MARIA VALLS VIVDA/1722 i en baix relleu una petxina amb el que sembla un cor. En el brancal dret de la porta i en un dels carreus hi ha inscrita la data de 1836. A la façana que mira al sud, ara una altra finca, hi ha dues llindes planes amb les dates de 1709 que semblen aprofitades.

## Història
Al peu d'aquesta via es van anar construint petits nuclis com ara: Gallicant, Querol o el carrer del Negociant. El traçat d'aquest camí es va mantenir amb petites variacions fins a la construcció de la carretera a partir de 1846. En els anys 50, encara se'n conservaren diversos trams fins a arribar al poble. Amb les modificacions que dels darrers anys, el veïnat ha quedat al costat de la carretera.